# Розкішне життя на палубі
Розкішне життя на палубі (англ. The Suite Life on Deck) — американський ситком телеканалу Disney Channel, який транслювався з 26 вересня 2008 року по 6 травня 2011 року.
В Україні серіал транслювався на Disney Channel у дубляжі студії LeDoyen, а пізніше на телеканалі ПлюсПлюс.

## Сюжет
Брати-двійнята Зак та Коді Мартіни переїжджають із затишного готелю Тіптон на круїзний лайнер «СС Тіптон», у школу «Сім морів». Перепливаючи океани, вони відвідують різні країни та місця, знайомляться з новими людьми та заводять друзів. А також, ці два бешкетники вміють влаштувати справжній хаос де завгодно — і в готелі, і на кораблі.

## У ролях

### Головні персонажі
- Ділан Спроус — Зак Мартін
- Коул Спроус — Коді Мартін
- Бренда Сонг — Лондон Тіптон
- Деббі Раян — Бейлі Пікет
- Філ Льюіс — Меріон Мозбі
- Док Шоу — Маркус Літтл

### Другорядні персонажі
- Метью Тіммонс — Вуді
- Ерін Карділло — пані Татвейлер
- Віндел Мідлбрукс — Кірбі Морріс
- Рейчел Кетрін Белл — Еддісон
- Зої Дойтч — Майя  (сезон 3)

## Зйомки
4 лютого 2008 року Disney Channel повідомив, що йдуть зйомки продовження ситкому Розкішне життя Зака і Коді. Ґері Марш, президент Disney Channel додав: «Наші глядачі довели, що серіал Розкішне життя Зака і Коді залишається одним із найпопулярніших серіалів нашого каналу, тому ми вирішили, що Зак, Коді, Лондон та пан Мозбі ще залишаться на Disney Channel, але цього разу вони відправляться у подорож на круїзному лайнері.»

## Епізоди
| Сезон | Сезон | Епізоди | Оригінальні покази | Оригінальні покази | Оригінальні покази українською | Оригінальні покази українською |
| Сезон | Сезон | Епізоди | Прем'єра           | Фінал              | Прем'єра                       | Фінал                          |
| ----- | ----- | ------- | ------------------ | ------------------ | ------------------------------ | ------------------------------ |
|       | 1     | 21      | 12 жовтня 2007     | 31 серпня 2008     |                                |                                |
|       | 2     | 28      | 12 вересня 2008    | 21 серпня 2009     | 19 листопада 2011              |                                |
|       | 3     | 22      | 9 жовтня 2009      | 15 жовтня 2010     |                                |                                |
|       | Фільм | Фільм   | 25 березня 2011    | 25 березня 2011    | 2012 (Новий канал)             | 2012 (Новий канал)             |

### Чаклуни на палубі з Ханною Монтаною
Одна із серій першого сезону є другою частиною кросоверу «Чаклуни на палубі з Ханною Монтаною», у якому на лайнер СС Тіптон приїжджають герої серіалів «Чаклуни з Вейверлі» та «Ханна Монтана».

### Розкішне життя: Фільм
Про зйомки фільму було оголошено 20 вересня 2010 року. Прем'єра відбулася 25 березня 2011 року на каналі Disney Channel. В Україні фільм транслювався на Новому Каналі.

## Інформація про дубляж
Другий сезон серіалу було дубльовано студією LeDoyen на замовлення Disney Character Voices International.

### Ролі дублювали
- Остап Вакулюк — Зак Мартін
- Тарас Нестеренко — Коді Мартін
- Юлія Шаповал — Лондон Тіптон
- Олена Борозенець — Бейлі Пікет
- Дмитро Вікулов — Меріон Мозбі
- Михайло Оводов — Маркус Літтл
- Максим Білоногов — Вуді
- Юлія Перенчук — пані Татвейлер
- та інші